# Eesti Karikas 2014-2015
La Coppa d'Estonia 2014-2015 (in estone Eesti Karikas) è stata la 25ª edizione del torneo. La competizione è iniziata il 1º giugno 2014 e terminata il 30 maggio 2015. Il Kalju Nõmme ha vinto il trofeo per la prima volta nella sua storia.

## Formula del torneo
| Turno                | Numero di incontri | Squadre  | Entrano a questo turno |
| -------------------- | ------------------ | -------- | --- |
| Primo turno          | 42                 | 106 → 64 | 7 squadre di Meistriliiga 6 squadre di Esiliiga 5 squadre di Esiliiga B 12 squadre di II Liiga 22 squadre di III Liiga 13 squadre di IV Liiga 19 squadre di Rahvaliiga |
| Secondo turno        | 32                 | 64 → 32  | 3 squadre di Meistriliiga 2 squadre di Esiliiga 2 squadre di Esiliiga B 4 squadre di II Liiga 7 squadre di III Liiga 4 squadre di IV Liiga                             |
| Sedicesimi di finale | 16                 | 32 → 16  | – |
| Ottavi di finale     | 8                  | 16 → 8   | – |
| Quarti di finale     | 4                  | 8 → 4    | – |
| Semifinali           | 2                  | 4 → 2    | – |
| Finale               | 1                  | 2 → 1    | – |

Gli accoppiamenti, così come il turno di ingresso nel torneo (escluse le squadre di Rahvaliiga), sono sorteggiati in modo totalmente casuale e non ci sono teste di serie.

## Squadre partecipanti
Le 10 squadre della Meistriliiga 2014
- 7 al primo turno: Flora Tallinn, Infonet, Kalev Sillamäe, Kalev Tallinn, Lokomotiv Jõhvi, Tammeka Tartu, Trans Narva.
- 3 al secondo turno: Kalju Nõmme, Levadia Tallinn, Paide.

8 delle 10 squadre dell'Esiliiga 2014
- 6 al primo turno: Flora Tallinn II, Kuressaare, Pärnu, Tarvas Rakvere, Tulevik Viljandi, Vaprus Vändra.
- 2 al secondo turno: Irbis Kiviõli, Puuma Tallinn.

7 delle 10 squadre dell'Esiliiga B 2014
- 5 al primo turno: Ararat TTÜ, HÜJK Emmaste, Infonet II, Maardu, Santos Tartu.
- 2 al secondo turno: Elva, Flora Tallinn III.

16 delle 28 squadre della II Liiga 2014
- 12 al primo turno: Ganvix Türi, Joker Raasiku, Kaitseliit/Kalev, Keila, Läänemaa Haapsalu, Loo, Metropool Pärnu, Nõmme United, Saue Laagri, Ülikool Tallinn, Viimsi MRJK, Võru.
- 4 al secondo turno: Ajax Lasnamäe, Noorus-96 Jõgeva, Visadus, Welco Elekter Tartu.

29 squadre di III Liiga 2014
- 22 al primo turno: Aspen Vastseliina, Charma Tallinn, Dnipro Tallinn, EMÜ, FC Lelle, Igiliikur Viimsi, Imavere Forss, Järva-Jaani, Kalev Tallinn III, Kernu Kadakas, Merkuur Tartu, Narva United, Olympic Tallinn, Piraaja Tallinn, Rada Kuusalu, Retro, Saaremaa, Saku Sporting, Suema/Castovanni, Tartu FC, Tääksi, Tõrva.
- 7 al secondo turno: Ambla, Atli Rapla, IAFA Estonia, Kose, Navi, Otepää, Warrior Valga.

17 squadre di IV Liiga 2014
- 13 al primo turno: Depoo Tallinn, Eston Villa, Haiba, Helios Tartu, Jalgpallihaigla, Jalgpalliselts Tallinn, Kalev Tallinn Juunior, Maardu United, Nirvaana, Pirita Reliikvia, Twister, Ülikool Fauna Tartu, Valla Raasiku.
- 4 al secondo turno: Reaal Tallinn, Soccernet, Tapa, Ülikool Tallinn II.

19 squadre di Rahvaliiga 2014
- Tutte al primo turno: Anija United, Askele Aseri, Ehitus Viimsi, Fellin/Club Red, Kohtla-Nõmme, Lootos FCR, Lokomotiv Rapla, Õismäe Torm, Paidelona, Peedu, Raudne Rusikas, Shnelli, Somnium, Taara Tartu, Tehased Tartu, Väätsa Vald, Vinni, Virtsu, Vutihoolikud.

## Primo turno
| Squadra 1             | Risultato       | Squadra 2              |
| --------------------- | --------------- | ---------------------- |
| 1º giugno 2014        |                 |                        |
| Infonet II            | 7 – 0           | Paidelona              |
| 4 giugno 2014         |                 |                        |
| HÜJK Emmaste          | 5 – 0           | Olympic Tallinn        |
| 5 giugno 2014         |                 |                        |
| Kernu Kadakas         | 0 – 2           | Kaitseliit/Kalev       |
| Depoo Tallinn         | 3 – 8           | Maardu                 |
| Saaremaa              | Canc.           | Lokomotiv Jõhvi        |
| Flora Tallinn II      | 4 – 4 (9-8 dcr) | Santos Tartu           |
| Pärnu                 | 3 – 4           | Kalev Tallinn          |
| Viimsi                | 6 – 1           | Järva-Jaani            |
| Rada Kuusalu          | 9 – 0           | Ülikool Fauna          |
| Pirita Reliikvia      | 0 – 1           | Võru                   |
| Ararat/TTÜ            | Canc.           | Vinni                  |
| Tammeka Tartu         | 5 – 2           | EMÜ                    |
| 6 giugno 2014         |                 |                        |
| Tartu                 | 4 – 0           | Peedu                  |
| Kalev Tallinn III     | 3 – 2           | Raudne Rusikas         |
| 7 giugno 2014         |                 |                        |
| Kuressaare            | 7 – 0           | Väätsa Vald            |
| Narva United          | 2 – 0           | Lokomotiv Rapla        |
| Dnipro Tallinn        | Canc.           | Vutihoolikud           |
| Infonet               | 16 – 0          | Nirvaana               |
| 8 giugno 2014         |                 |                        |
| Maardu United         | 8 – 0           | Shnelli                |
| Kalev Tallinn Juunior | 6 – 1           | Askele Aseri           |
| Taara Tartu           | 0 – 8           | Vaprus Vändra          |
| Igiliikur             | 5 – 1           | Virtsu                 |
| Tõrva                 | 6 – 0           | Aspen Vastseliina      |
| Twister               | 1 – 4           | Tehased Tartu          |
| Fellin/Club Red       | 1 – 1 (1-4 dcr) | Valla Raasiku          |
| Tarvas Rakvere        | 3 – 0           | Suema                  |
| Merkuur Tartu         | 10 – 1          | Õismäe Torm            |
| Lootos FCR            | 2 – 5           | Jalgpalliselts Tallinn |
| Retro                 | 5 – 1           | Piraaja Tallinn        |
| 9 giugno 2014         |                 |                        |
| Saku Sporting         | 3 – 1           | Loo                    |
| 10 giugno 2014        |                 |                        |
| Charma Tallinn        | 3 – 2           | Jalgpallihaigla        |
| 11 giugno 2014        |                 |                        |
| Trans Narva           | 1 – 3           | Kalev Sillamäe         |
| Nõmme United          | 10 – 0          | Anija United           |
| Ganvix Türi           | 11 – 2          | Kohtla-Nõmme           |
| Keila                 | 12 – 1          | Somnium                |
| FC Lelle              | 1 – 5           | Ülikool Tallinn        |
| 15 giugno 2014        |                 |                        |
| Imavere/Forss         | 6 – 1           | Helios Tartu           |
| 18 giugno 2014        |                 |                        |
| Joker Raasiku         | 8 – 2           | Ehitus Viimsi          |
| 26 giugno 2014        |                 |                        |
| Metropool             | 9 – 0           | Haiba                  |
| Saue Laagri           | 2 – 1 (dts)     | Eston Villa            |
| 27 giugno 2014        |                 |                        |
| Tääksi                | 1 – 1 (2-1 dcr) | Läänemaa Haapsalu      |
| 2 luglio 2014         |                 |                        |
| Flora Tallinn         | 7 – 0           | Tulevik Viljandi       |

## Secondo turno
| Squadra 1              | Risultato       | Squadra 2         |
| ---------------------- | --------------- | ----------------- |
| 25 giugno 2014         |                 |                   |
| Jalgpalliselts Tallinn | 0 – 2           | Igiliikur         |
| 28 giugno 2014         |                 |                   |
| Kalev Tallinn Juunior  | 0 – 19          | Levadia Tallinn   |
| 2 luglio 2014          |                 |                   |
| Paide                  | 17 – 0          | Tehased Tartu     |
| Irbis Kiviõli          | 15 – 0          | Saku Sporting     |
| Navi                   | 0 – 3           | Kalev Tallinn     |
| 5 luglio 2014          |                 |                   |
| Noorus-96 Jõgeva       | Canc.           | Ajax Lasnamäe     |
| 6 luglio 2014          |                 |                   |
| Tartu                  | 8 – 1           | Atli Rapla        |
| Retro                  | 8 – 2           | Warrior Valga     |
| 10 luglio 2014         |                 |                   |
| Kaitseliit/Kalev       | 0 – 3           | Charma Tallinn    |
| 11 luglio 2014         |                 |                   |
| Tammeka Tartu          | 4 – 1           | Rada Kuusalu      |
| 13 luglio 2014         |                 |                   |
| Ganvix Türi            | 4 – 1           | Tõrva             |
| 15 luglio 2014         |                 |                   |
| Merkuur Tartu          | 0 – 4           | Kuressaare        |
| Lokomotiv Jõhvi        | 2 – 1 (dts)     | Vaprus Vändra     |
| Võru                   | 5 – 2           | Soccernet         |
| Otepää                 | 0 – 2           | Tarvas Rakvere    |
| Ararat/TTÜ             | 5 – 0           | Ülikool Tallinn 2 |
| 16 luglio 2014         |                 |                   |
| Flora Tallinn II       | 3 – 1           | Narva United      |
| Nõmme United           | 2 – 9           | Ülikool Tallinn   |
| Metropool              | 3 – 1           | Valla Raasiku     |
| Kalev Tallinn III      | Canc.           | IAFA Estonia      |
| 20 luglio 2014         |                 |                   |
| Dnipro Tallinn         | 2 – 0           | Maardu United     |
| Tapa                   | 0 – 4           | Flora Tallinn III |
| 22 luglio 2014         |                 |                   |
| Maardu                 | 2 – 1           | HÜJK Emmaste      |
| Joker Raasiku          | 0 – 2           | Infonet           |
| Flora Tallinn          | 5 – 0           | Visadus           |
| 23 luglio 2014         |                 |                   |
| Elva                   | 2 – 2 (2-3 dcr) | Infonet II        |
| Imavere/Forss          | 1 – 3           | Saue Laagri       |
| Welco Tartu            | 0 – 0 (2-4 dcr) | Kose              |
| Reaal Tallinn          | 2 – 4           | Tääksi            |
| 5 agosto 2014          |                 |                   |
| Kalev Sillamäe         | 11 – 0          | Viimsi            |
| 6 agosto 2014          |                 |                   |
| Keila                  | 2 – 1           | Puuma Tallinn     |
| 13 agosto 2014         |                 |                   |
| Kalju Nõmme            | 18 – 0          | Ambla             |

## Terzo turno
| Squadra 1         | Risultato       | Squadra 2         |
| ----------------- | --------------- | ----------------- |
| 5 agosto 2014     |                 |                   |
| Lokomotiv Jõhvi   | 3 – 1           | Kalev Tallinn III |
| 6 agosto 2014     |                 |                   |
| Metropool         | 3 – 3 (1-3 dcr) | Ararat/TTÜ        |
| Tääksi            | 3 – 7           | Irbis Kiviõli     |
| Infonet II        | 2 – 1           | Tarvas Rakvere    |
| 12 agosto 2014    |                 |                   |
| Võru              | 0 – 11          | Infonet           |
| Flora Tallinn II  | 3 – 1           | Tammeka Tartu     |
| Flora Tallinn     | 13 – 0          | Kose              |
| 14 agosto 2014    |                 |                   |
| Tartu             | 2 – 5           | Retro             |
| 17 agosto 2014    |                 |                   |
| Flora Tallinn III | 2 – 3           | Igiliikur         |
| 19 agosto 2014    |                 |                   |
| Charma Tallinn    | 2 – 11          | Ülikool Tallinn   |
| 26 agosto 2014    |                 |                   |
| Noorus-96 Jõgeva  | 0 – 1           | Kalev Tallinn     |
| 2 settembre 2014  |                 |                   |
| Levadia Tallinn   | Canc.           | Saue Laagri       |
| Dnipro Tallinn    | 0 - 13          | Kalev Sillamäe    |
| Keila             | 0 - 6           | Paide             |
| 3 settembre 2014  |                 |                   |
| Maardu            | 5 - 1           | Ganvix Türi       |
| 1º ottobre 2014   |                 |                   |
| Kalju Nõmme       | 4 - 0           | Kuressaare        |

## Ottavi di finale
| Squadra 1         | Risultato       | Squadra 2        |
| ----------------- | --------------- | ---------------- |
| 24 settembre 2014 |                 |                  |
| Ülikool Tallinn   | 4 – 3 (dts)     | Retro            |
| 1º ottobre 2014   |                 |                  |
| Ararat/TTÜ        | 0 – 3           | Infonet II       |
| 11 ottobre 2014   |                 |                  |
| Maardu            | 0 – 4           | Kalju Nõmme      |
| Kalev Tallinn     | 0 – 3           | Lokomotiv Jõhvi  |
| Paide             | Canc.           | Irbis Kiviõli    |
| 21 ottobre 2014   |                 |                  |
| Kalev Sillamäe    | 0 – 0 (4-2 dcr) | Infonet          |
| Flora Tallinn     | 11 – 0          | Saue Laagri      |
| 22 ottobre 2014   |                 |                  |
| Igiliikur         | 0 – 9           | Flora Tallinn II |

## Quarti di finale
| Squadra 1       | Risultato | Squadra 2        |
| --------------- | --------- | ---------------- |
| 27 aprile 2015  |           |                  |
| Flora Tallinn   | 2–1       | Kalev Sillamäe   |
| Ülikool Tallinn | 3–5       | Flora Tallinn II |
| Kalju Nõmme     | 5–3       | Lokomotiv Jõhvi  |
| Paide           | 3–0       | Infonet II       |

## Semifinali
| Squadra 1        | Risultato | Squadra 2   |
| ---------------- | --------- | ----------- |
| 12 maggio 2015   |           |             |
| Flora Tallinn II | 1 – 3     | Paide       |
| 13 maggio 2015   |           |             |
| Flora Tallinn    | 1 – 2     | Kalju Nõmme |

## Finale
| Squadra 1 | Risultato | Squadra 2   |
| --------- | --------- | ----------- |
| Paide     | 0 – 2     | Kalju Nõmme |

| Arbitro: | Jüri Frischer |

|  |           |                                |
|  | Marcatori | 45+1’ Dmitrijev 76’ Kimbaloula |